# 哈莱阿卡拉火山

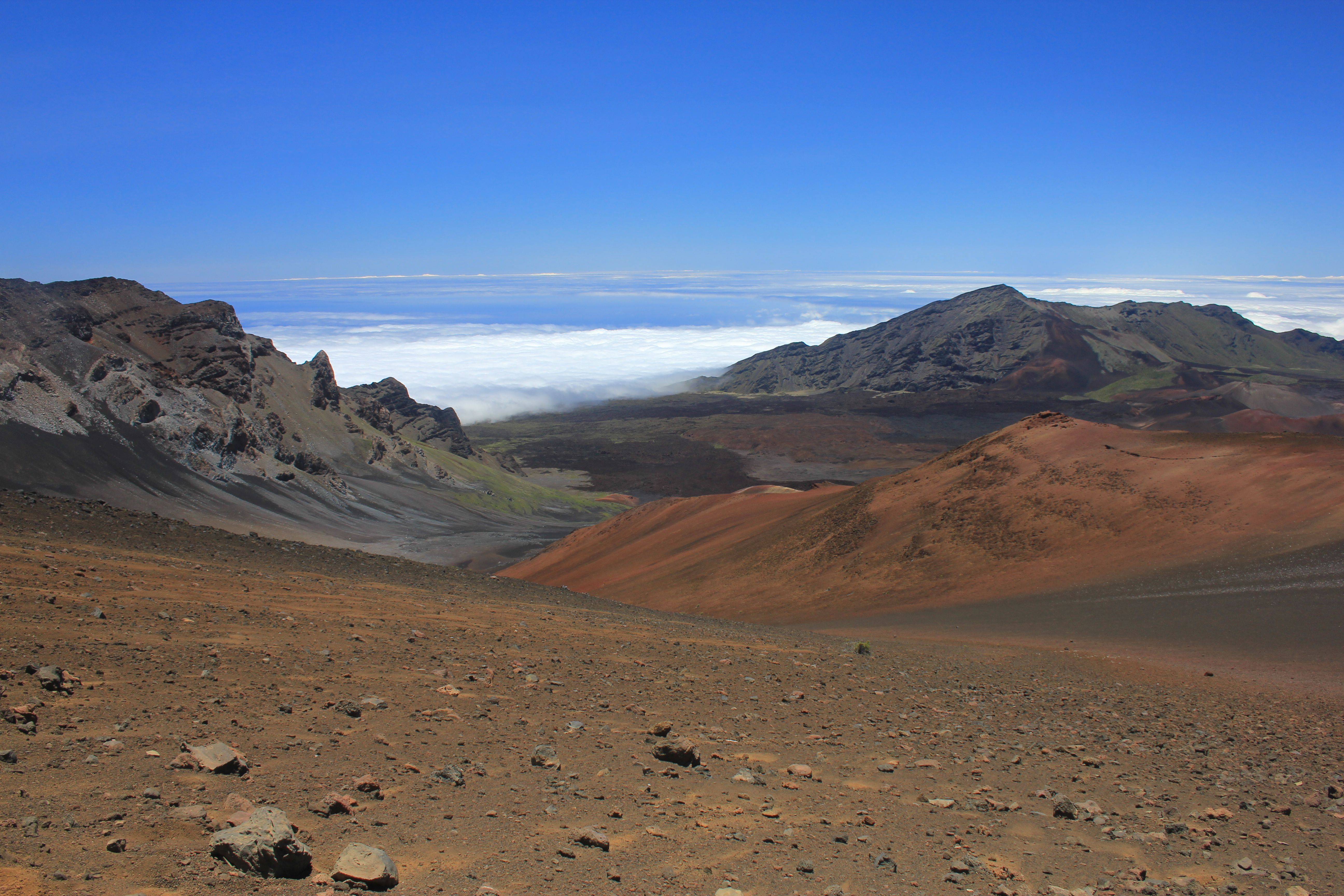
哈莱阿卡拉火山

哈莱阿卡拉火山（英語：Haleakalā）是位於美國夏威夷州的一座火山。哈莱阿卡拉火山的規模十分巨大，佔去茂宜島面積的75%。哈莱阿卡拉火山山頂的海拔高度是 10,023英尺（3,055）。哈莱阿卡拉火山在歷史上曾經多次噴發，但目前狀態較為穩定。哈莱阿卡拉火山及其附近地區現在被指定為國家公園，受到美國政府的保護。

## 外部連結
- Haleakalā Crater Webcam（页面存档备份，存于）
- Time Lapse animations of the Haleakalā Crater Webcam（页面存档备份，存于）
- Haleakalā National Park（页面存档备份，存于）
- Geology of Haleakalā（页面存档备份，存于）
- Hike Maui, An Authorized Haleakalā Tour Operator（页面存档备份，存于）